# Chemsakia subarmata
Chemsakia subarmata là một loài bọ cánh cứng trong họ Cerambycidae.